# Stadio Hüseyin Avni Aker
Lo stadio Hüseyin Avni Aker  (in turco: Hüseyin Avni Aker Stadyumu) è uno stadio della città di Trebisonda, in Turchia, fino al 2016 casa del Trabzonspor Kulübü.
Lo stadio è stato costruito nel 1951, con una capienza originaria di 2 500 persone, dopo varie ristrutturazioni la capienza è stata portata agli attuali 25 000.
L'impianto è stato dedicato a Hüseyin Avni Aker, un amministratore che ha prestato servizio a Trebisonda negli anni quaranta.
Con l'apertura della stagione 2011-2012, e l'ingresso in Champions League, la struttura è stata ammodernata. Gli ingressi sono controllati tramite computer, sono stati aggiunti 520 posti VIP, 170 posti per la stampa, due ristoranti e una caffetteria. Inoltre l'impianto è stato uno dei primi in Turchia dove le recinzioni per gli spettatori sono state rimosse, oltre alla pista d'atletica.